# ロータス・56
ロータス・56 (Lotus 56) は、ガスタービンエンジンを搭載した四輪駆動のレーシングカー。ロータス・38に代えて、1968年のインディ500に投入された。四輪駆動のコンセプトは1969年のフォーミュラ1カー、ロータス・63に引き継がれ、ウェッジ形状の車体はロータス・72で成果を収めた。ロータス・56Bはモーリス・フィリップとコーリン・チャップマンが改修を施したマシンで、ゴールドリーフカラーに塗られ1971年のF1レースに数回参加した。

## インディ500

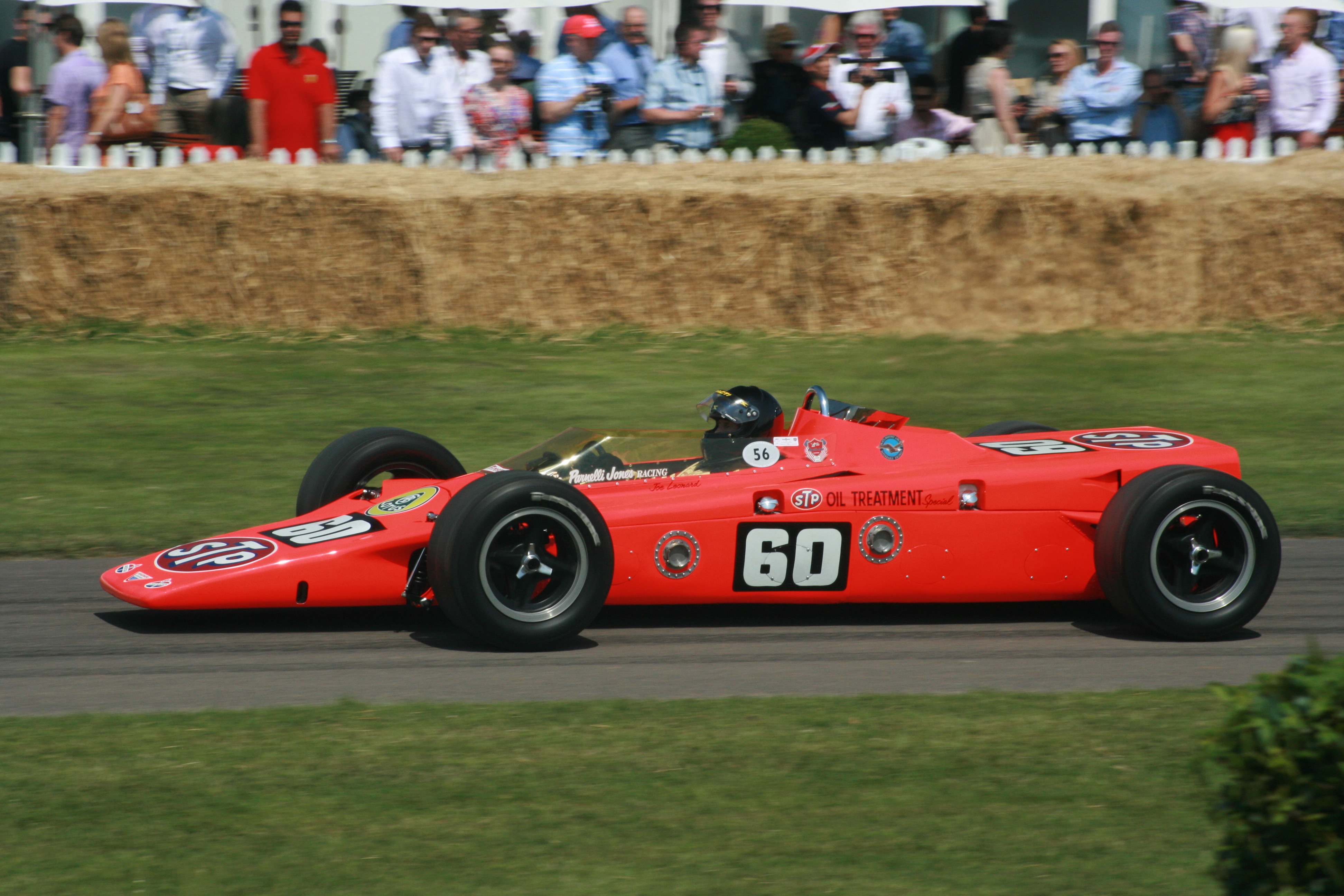
のロータス・56、 2011年のグッドウッド・フェスティバル・オブ・スピード

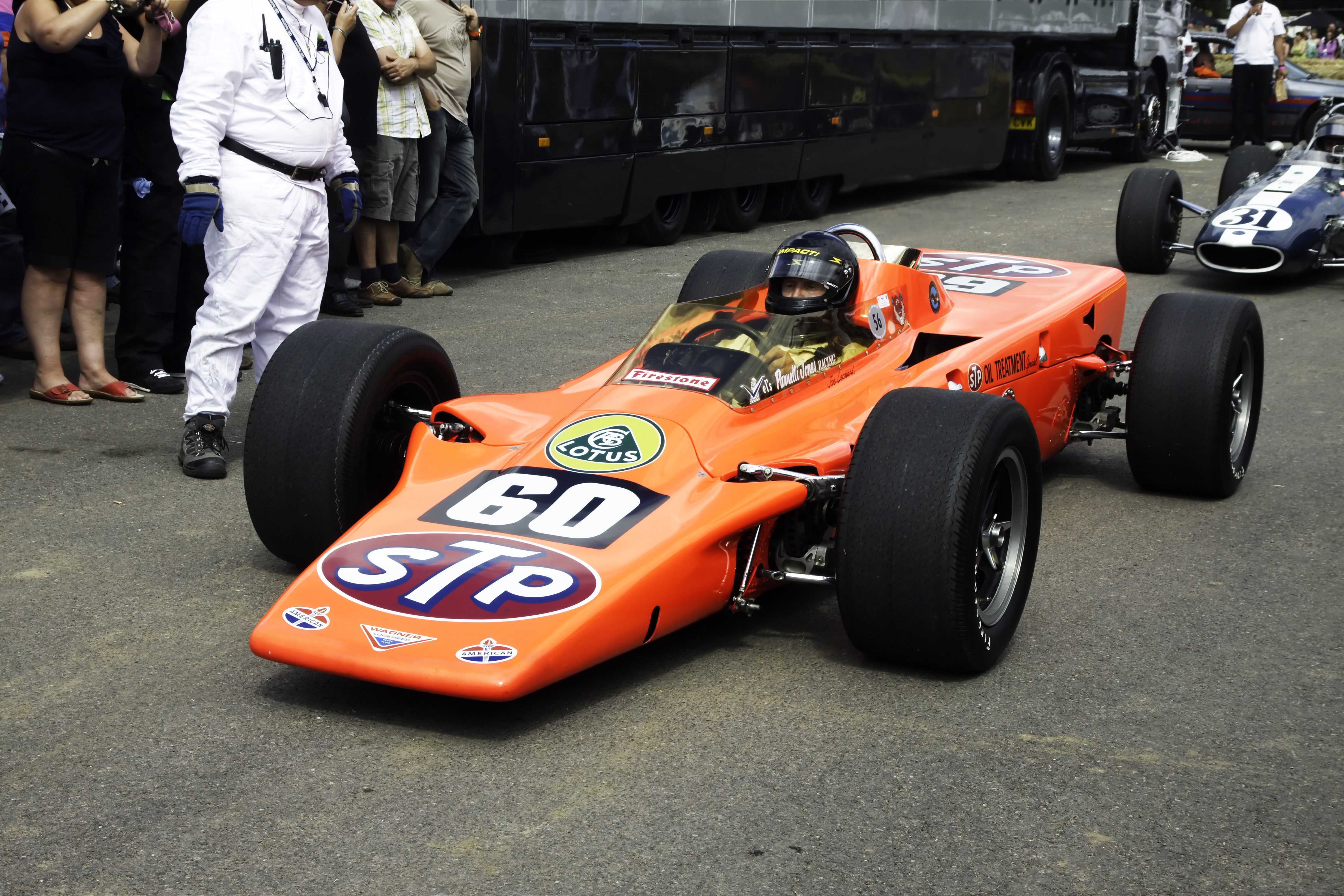
デモ走行するロータス・56

ロータス・56は1967年のSTP-パクストン・ターボカー（「サイレント・サム」）で使用されたST6ガスタービンエンジンの改良型を搭載した。ST6は史上最も人気があった小型航空機用ターボプロップエンジンの一つである。しかし車そのものは葉巻型ではなく空力的に優れた独特のくさび形ボディを導入した全く新しい、より進んだデザインであった。1968年はF1にウィングが導入された初めての年でもあった。インディ500の統括団体であるUSACは、吸気量を大幅に削減してガスタービンエンジンの出力を抑える新しいルールを導入した。ロータス・56はサイレント・サムの四輪駆動コンセプトを維持しながら、軽量化と高度な空力特性を備えたボディ、洗練されたサスペンション設計でエンジン出力の低下に対抗した。
ロータスはドイツでのフォーミュラ2レースでジム・クラークを失っていた。マイク・スペンスはインディアナポリスで4台の56の内の1台をテスト中に事故死した。残された3台はグラハム・ヒル、ジョー・レオナード、アート・ポラードの手によってレースに参加し、レオナードはポールポジションを獲得した。前年とは異なり、STP-パクストン・ターボカーがレースで他のクルマを容易に凌駕したのとは異なり、ガスタービンカーは他のトップ候補と比較的均等に調和していた。その要因はガスタービンエンジンではなく空気力学とシャシー設計に起因するものでなければなかった。ヒルの車は110周目にクラッシュし、ポラードの車は188周目に燃料シャフトの破損でリタイアした。一方レオナードはレースをリードしながら、残り数周というところで燃料シャフトトラブルでリタイアした。レースの後間もなく、USACはガスタービン車に追加の制限を課し、それは本質的にレースからガスタービン車を排除することとなった。2年連続のガスタービン車の出走はインディ500に革新をもたらしたが、USACはガスタービン車と四輪駆動車を完全に禁止した。マテルがホットウィールの一つとして「ロータス・タービン」のダイキャストカーを生産したのは珍しいことであった。
1971年、ロータス・56はチーム・ロータスからF1世界選手権に投入された。しかしながら燃料補給無しで完走するために必要な大型燃料タンクは過重量となり競争力は無かった。
ロータス・56はレースで勝利することはなかったが、ジム・ホールのシャパラル同様にレーシングカーの空力特性の重要性を実証し、その後のオープンホイールカーの典型的な形状を設定した。チャップマンのロータス・72は同じくさび形のノーズを採用し、F1世界選手権で3度のタイトルを獲得した。

## フォーミュラ1
コーリン・チャップマンはインディ500とフォーミュラ1の両方を走る単一のデザインの車を持つ計画の一環として、潜在的なF1マシン候補として56を開発したが、車重が重すぎて競争力がなかった。F1用の56は56Bと名付けられ、エマーソン・フィッティパルディは1971年のレース・オブ・チャンピオンズ(ブランズ・ハッチ)とBDRCインターナショナル・トロフィー(シルバーストン)のノンタイトル戦で56Bを試した。ブランズ・ハッチのプラクティスはウェット路面となり、56Bはポールタイムから遠く離されたが、決勝はドライ路面となり、フィッティパルディは34周目にリアサスペンションのトラブルでリタイアとなった。シルバーストンでは第1ヒートで3周を走っただけでサスペンショントラブルのためリタイアとなった。第2ヒートは3位となったが、総合では22位となった。デビッド・ウォーカーはオランダグランプリで車を走らせたが、ウェットコンディションの中22番グリッドからスタート、10位まで順位を上げたが5周目にコースアウト、リタイアとなった。フィッティパルディはイタリアグランプリに56Bで再び出場、トップから1周遅れの8位となった。

## F1における全成績
(key) （太字はポールポジション、斜体はファステストラップ）
| 年     | チーム                                                       | エンジン                                        | タイヤ | ドライバー                     | 1   | 2   | 3   | 4   | 5   | 6   | 7   | 8   | 9   | 10  | 11  | ポイント | 順位 |
| ------ | ------------------------------------------------------------ | ----------------------------------------------- | ------ | ------------------------------ | --- | --- | --- | --- | --- | --- | --- | --- | --- | --- | --- | -------- | ---- |
| 1971年 | ゴールドリーフ チーム・ロータス ワールド・ワイド・レーシング | プラット・アンド・ホイットニー ST6 ガスタービン | F      |                                | RSA | ESP | MON | NED | FRA | GBR | GER | AUT | ITA | CAN | USA | 0        | NC   |
| 1971年 | ゴールドリーフ チーム・ロータス ワールド・ワイド・レーシング | プラット・アンド・ホイットニー ST6 ガスタービン | F      | デビッド・ウォーカー           |     |     |     | Ret |     |     |     |     |     |     |     | 0        | NC   |
| 1971年 | ゴールドリーフ チーム・ロータス ワールド・ワイド・レーシング | プラット・アンド・ホイットニー ST6 ガスタービン | F      | レイネ・ウィセル               |     |     |     |     |     | NC  |     |     |     |     |     | 0        | NC   |
| 1971年 | ゴールドリーフ チーム・ロータス ワールド・ワイド・レーシング | プラット・アンド・ホイットニー ST6 ガスタービン | F      | エマーソン・フィッティパルディ |     |     |     |     |     |     |     |     | 8   |     |     | 0        | NC   |

## ノンタイトル戦における全成績
(key) （太字はポールポジション、斜体はファステストラップ）
| 年     | チーム                          | タイヤ | ドライバー                     | 1   | 2   | 3   | 4   | 5   | 6   | 7   | 8   |
| ------ | ------------------------------- | ------ | ------------------------------ | --- | --- | --- | --- | --- | --- | --- | --- |
| 1971年 | ゴールドリーフ チーム・ロータス | F      |                                | ARG | ROC | QUE | SPR | INT | RIN | OUL | VIC |
| 1971年 | ゴールドリーフ チーム・ロータス | F      | エマーソン・フィッティパルディ |     | Ret |     |     | Ret |     |     |     |
| 1971年 | ゴールドリーフ チーム・ロータス | F      | レイネ・ウィセル               |     |     |     | Ret |     |     |     |     |

## 参照
1. ↑  “Lotus 56B - F1technical.net”. 2017年6月11日閲覧。
2. ↑  “The PT6 Nation 50th Anniversary”. 2017年6月11日閲覧。